# Nekrolog 4. Quartal 1967
Nekrolog
◄◄
| ◄
| 1963
| 1964
| 1965
| 1966
| 1967 | 1968 | 1969 | 1970 | 1971 | ► | ►►
1. Quartal |
2. Quartal |
3. Quartal |
4. Quartal 1967
Weitere Ereignisse | Allgemeiner Nekrolog 1967
Die Beschreibung der verstorbenen Person sollte so kurz wie möglich gehalten sein und nur deren signifikante Tätigkeit(en) enthalten.
Neue Namen ggf. auch unter dem Geburts- und Sterbedatum, also etwa unter 1. Januar und im Geburts- und Sterbejahr (2024) eintragen (nur bei entsprechender großer Wichtigkeit). Für Beispiele siehe die schon vorhandenen Artikel.
Außerdem über die fünf zuletzt Verstorbenen, zu denen es einen ausreichend guten Artikel für eine Präsentation auf der Hauptseite gibt, nach der todesbedingten Überarbeitung der Artikel ggf. auch unter Wikipedia Diskussion:Hauptseite informieren und sie am besten auch in den anderen Wikipedia-Sprachversionen eintragen. Tipp: Regelmäßig bei news.google.de nach „ist tot“, „gestorben“ oder „verstorben“ suchen.
Wenn eine Person gestorben ist, gibt es viele Seiten zu dieser Person in der Wikipedia, die davon auch betroffen sind und entsprechend aktualisiert werden müssen. Beispiele: Namenübersichtsseite, Geburtsjahr, Geburtsort-Seiten und viele mehr.
Wie finde ich die betroffenen Seiten?
Im Suchfeld auf der linken Seite gibt man den Suchbegriff so ein: „Vorname Nachname“. Dann klickt man auf Volltext und alle Seiten mit entsprechendem Suchtext werden aufgerufen. Hier sieht man dann schnell, wo auch das Todesjahr Sinn macht oder sogar ein Teil des Artikels angepasst werden muss. Auch hilft das „Werkzeug“ auf der linken Seite sehr gut, um solche Seiten aufzufinden: „Links auf diese Seite“. Somit ist die Wikipedia wieder aktuell in allen Bereichen! Hinweis: bei Eintragung der Kategorie „Gestorben JAHR“ wird der Missbrauchsfilter 49 ausgelöst, was jedoch nicht schlimm ist. Siehe: Spezial:Missbrauchsfilter/49
Dies ist eine Liste von im vierten Quartal 1967 verstorbenen bekannten Persönlichkeiten. Die Einträge erfolgen innerhalb der einzelnen Daten alphabetisch sortiert. Tiere sind im Nekrolog für Tiere zu finden.

## Oktober
| Tag         | Name                                              | Beruf, bekannt als                                                                                              | Alter | Beleg |
| ----------- | ------------------------------------------------- | --- | ----- | ----- |
| 1. Oktober  | Walter Chandler                                   | US-amerikanischer Politiker                                                                                     | 79    |       |
| 1. Oktober  | Alexander Wassiljewitsch Njomitz                  | russischer Militär, Oberkommandierender der sowjetischen Seekriegsflotte                                        | 88    |       |
| 1. Oktober  | Jacob Picard                                      | deutscher Dichter                                                                                               | 84    |       |
| 1. Oktober  | Auguste Pünkösdy                                  | österreichische Schauspielerin                                                                                  | 77    |       |
| 1. Oktober  | Heinz Ritter                                      | deutscher Landrat                                                                                               | 62    |       |
| 1. Oktober  | Ernst Sprockhoff                                  | deutscher Prähistoriker                                                                                         | 75    |       |
| 1. Oktober  | Karl Stankewitz                                   | deutscher Verwaltungsjurist, Rechtsanwalt und Landrat                                                           | 92    |       |
| 1. Oktober  | Hugo Wolff                                        | deutscher Politiker (SPD)                                                                                       | 58    |       |
| 2. Oktober  | Robert Ervin Coker                                | US-amerikanischer Zoologe                                                                                       | 91    |       |
| 2. Oktober  | Otto Fliesen                                      | deutscher Unternehmer und Politiker                                                                             | 79    |       |
| 2. Oktober  | Sergei Kondratjewitsch Gorjunow                   | sowjetisch-russischer Generaloberst                                                                             | 67    |       |
| 2. Oktober  | Josef Kehl                                        | deutscher Fossiliensammler                                                                                      | 82    |       |
| 2. Oktober  | Hertha Maier                                      | deutsche Tischtennisspielerin                                                                                   | 45    |       |
| 2. Oktober  | Leonhard Murr                                     | deutscher Politiker (FDP), MdB                                                                                  | 71    |       |
| 2. Oktober  | Albertina Rasch                                   | US-amerikanische Tänzerin, Kompaniechefin und Choreografin                                                      | 76    |       |
| 2. Oktober  | Hans Jacob Reissner                               | deutscher Ingenieur, Mathematiker und Physiker                                                                  | 93    |       |
| 2. Oktober  | Paul Rondholz                                     | deutscher katholischer Priester, Jesuit und Autor geistlicher Schriften                                         | 87    |       |
| 2. Oktober  | Reinhard Straumann                                | Schweizer Ingenieur und Unternehmer                                                                             | 74    |       |
| 3. Oktober  | Richard Perry Bedford                             | britischer Kunsthistoriker und Bildhauer                                                                        | 83    |       |
| 3. Oktober  | Pinto Colvig                                      | US-amerikanischer Schauspieler, Zeichner, Animator, Autor und Synchronsprecher                                  | 75    |       |
| 3. Oktober  | Walter Erbe                                       | deutscher Politiker (FDP/DVP), MdL                                                                              | 58    |       |
| 3. Oktober  | Woody Guthrie                                     | US-amerikanischer Singer-Songwriter                                                                             | 55    |       |
| 3. Oktober  | Carlo Hemmerling                                  | Schweizer Komponist, Pianist und Organist                                                                       | 63    |       |
| 3. Oktober  | Fritz Mollwitz                                    | deutscher Baseballspieler                                                                                       | 77    |       |
| 3. Oktober  | Walter Müller von Kulm                            | Schweizer Dirigent und Komponist                                                                                | 68    |       |
| 3. Oktober  | Malcolm Sargent                                   | englischer Dirigent                                                                                             | 72    |       |
| 4. Oktober  | John J. Bennett                                   | US-amerikanischer Soldat, Jurist und Politiker                                                                  | 73    |       |
| 4. Oktober  | Otto von Dungern                                  | deutsch-österreichischer Jurist und Rechtshistoriker                                                            | 91    |       |
| 4. Oktober  | Bernd Isemann                                     | deutscher Schriftsteller                                                                                        | 85    |       |
| 4. Oktober  | Werner Knoll                                      | deutscher Offizier, zuletzt Generalapotheker im Zweiten Weltkrieg                                               | 71    |       |
| 4. Oktober  | Janusz Radziwiłł                                  | polnischer Großgrundbesitzer und Politiker, Mitglied des Sejm                                                   | 87    |       |
| 5. Oktober  | Willy Fick                                        | deutscher Maler und Grafiker des Dadaismus                                                                      | 74    |       |
| 5. Oktober  | Ernst Grumach                                     | deutscher Philologe und Literaturwissenschaftler                                                                | 64    |       |
| 5. Oktober  | Alphonse Roy                                      | US-amerikanischer Politiker                                                                                     | 69    |       |
| 5. Oktober  | Charles E. Snow                                   | US-amerikanischer Anthropologe                                                                                  | 57    |       |
| 5. Oktober  | Karl Steidl                                       | österreichischer Politiker (SPÖ), Landtagsabgeordneter, Mitglied des Bundesrates                                | 70    |       |
| 5. Oktober  | Clifton Williams                                  | US-amerikanischer Testpilot und Astronaut                                                                       | 35    |       |
| 5. Oktober  | Stanley C. Wilson                                 | US-amerikanischer Politiker und Gouverneur des Bundesstaates Vermont (1931–1935)                                | 88    |       |
| 6. Oktober  | Ralph Campney                                     | kanadischer Politiker der Liberalen Partei Kanadas                                                              | 73    |       |
| 6. Oktober  | Gustave Duverne                                   | französischer Automobilpionier                                                                                  | 76    |       |
| 6. Oktober  | Petrus Klotz                                      | österreichischer Benediktiner-Abt und Reiseschriftsteller                                                       | 89    |       |
| 6. Oktober  | Jürgen Linder                                     | deutscher Fußballspieler                                                                                        | 25    |       |
| 6. Oktober  | Sigurd Moen                                       | norwegischer Eisschnellläufer                                                                                   | 69    |       |
| 7. Oktober  | Norman Angell                                     | britischer Publizist, Friedensnobelpreisträger                                                                  | 92    |       |
| 7. Oktober  | Michele De Pietro                                 | italienischer Politiker                                                                                         | 83    |       |
| 7. Oktober  | Thor Henning                                      | schwedischer Schwimmsportler                                                                                    | 73    |       |
| 7. Oktober  | Jaime do Inso                                     | portugiesischer Marineoffizier, Autor und Orientalist                                                           | 86    |       |
| 7. Oktober  | Hermann Reinholz                                  | deutscher Jurist und Politiker (CDU), MdB                                                                       | 43    |       |
| 7. Oktober  | Wolfgang Schmidt-Hidding                          | deutscher Anglist                                                                                               | 64    |       |
| 7. Oktober  | Axel von Selasinsky                               | deutscher Jurist und Autor                                                                                      | 62    |       |
| 7. Oktober  | Francis Tuker                                     | britischer Generalleutnant                                                                                      | 73    |       |
| 8. Oktober  | Clement Attlee                                    | britischer Politiker, Mitglied des House of Commons, Premierminister (1945–1951)                                | 84    |       |
| 8. Oktober  | Hans Albert Bausch                                | deutscher Lebensmittelchemiker und Hochschullehrer                                                              | 71    |       |
| 8. Oktober  | Claire Dux                                        | deutsche Opernsängerin (Sopran)                                                                                 | 82    |       |
| 8. Oktober  | Johan Schreiner                                   | norwegischer Historiker                                                                                         | 64    |       |
| 8. Oktober  | Vernon Phillips Watkins                           | walisischer Lyriker                                                                                             | 61    |       |
| 9. Oktober  | Gordon Allport                                    | Sozialpsychologe und Mitbegründer der Humanistischen Psychologie                                                | 69    |       |
| 9. Oktober  | Norman S. Case                                    | US-amerikanischer Politiker                                                                                     | 78    |       |
| 9. Oktober  | Simeón Cuba Sanabria                              | bolivianischer Guerillakämpfer, Mitglied der Ñancahuazú Guerilla Kolonne                                        | 32    |       |
| 9. Oktober  | Carl Heinrich Dencker                             | deutscher Landwirtschaftstechniker und Hochschullehrer                                                          | 67    |       |
| 9. Oktober  | Hugo Gau-Hamm                                     | deutscher Schauspieler bei Bühne und Film                                                                       | 78    |       |
| 9. Oktober  | Che Guevara                                       | argentinischer Arzt, marxistischer Politiker, Guerillaführer und Autor                                          | 39    |       |
| 9. Oktober  | Cyril Norman Hinshelwood                          | britischer Chemiker und Nobelpreisträger                                                                        | 70    |       |
| 9. Oktober  | Walter Krause                                     | deutscher Bildhauer                                                                                             | 76    |       |
| 9. Oktober  | Tommy Manville                                    | US-amerikanischer Erbe des Johns-Manvilles-Vermögens                                                            | 73    |       |
| 9. Oktober  | André Maurois                                     | französischer Schriftsteller und Literaturwissenschaftler                                                       | 82    |       |
| 9. Oktober  | Joseph H. Pilates                                 | deutsch-US-amerikanischer Körpertrainer                                                                         | 83    |       |
| 9. Oktober  | François Spirito                                  | Mafia-Pate | 67    |       |
| 9. Oktober  | Karl Stolz                                        | österreichischer Unternehmer und Bürgermeister (ÖVP)                                                            | 94    |       |
| 9. Oktober  | Magnus Weidemann                                  | deutscher Pfarrer, Maler, Grafiker, Fotograf und Autor                                                          | 86    |       |
| 10. Oktober | John F. Akers                                     | US-amerikanischer Botaniker                                                                                     | 61    |       |
| 10. Oktober | Inez Bensusan                                     | australische Schauspielerin, Dramatikerin und Suffragette                                                       | 96    |       |
| 10. Oktober | Vyvyan Holland                                    | englischer Schriftsteller und Übersetzer                                                                        | 80    |       |
| 10. Oktober | Sargent Johnson                                   | US-amerikanischer Künstler                                                                                      | 79    |       |
| 10. Oktober | Ervin Major                                       | ungarischer Musikwissenschaftler und Komponist                                                                  | 66    |       |
| 10. Oktober | Lotte B. Prechner                                 | deutsche Malerin, Graphikerin und Bildhauerin des Expressionismus und der Neuen Sachlichkeit                    | 90    |       |
| 10. Oktober | Frederick McGee Rossiter                          | US-amerikanischer Mediziner und Schriftsteller                                                                  | 97    |       |
| 10. Oktober | Erich Tesch                                       | deutscher Rentner, Todesopfer an der innerdeutschen Grenze                                                      | 65    |       |
| 11. Oktober | Franz Asboth                                      | österreichischer Politiker (SPÖ), Landtagsabgeordneter im Burgenland                                            | 65    |       |
| 11. Oktober | Henri Guérin                                      | französischer Degenfechter                                                                                      | 62    |       |
| 11. Oktober | Iwan Stepanowitsch Issakow                        | sowjetischer Flottenadmiral                                                                                     | 73    |       |
| 11. Oktober | Stanley Morison                                   | britischer Typograf und Schrifthistoriker                                                                       | 78    |       |
| 11. Oktober | Nat Pendleton                                     | US-amerikanischer Ringer und Filmschauspieler                                                                   | 72    |       |
| 11. Oktober | Halina Poświatowska                               | polnische Dichterin                                                                                             | 32    |       |
| 11. Oktober | Simo Puupponen                                    | finnischer Schriftsteller                                                                                       | 51    |       |
| 11. Oktober | Attila Sassy                                      | ungarischer Maler und Grafiker                                                                                  | 86    |       |
| 12. Oktober | Günther Blumentritt                               | deutscher Offizier, General der Infanterie im Zweiten Weltkrieg                                                 | 75    |       |
| 12. Oktober | Friedrich von Delius                              | deutscher Bergwerksdirektor                                                                                     | 86    |       |
| 12. Oktober | Berend Georg Escher                               | niederländischer Geologe und Mineraloge                                                                         | 82    |       |
| 12. Oktober | Karl Kraus                                        | deutscher Organist und Musikpädagoge                                                                            | 72    |       |
| 12. Oktober | Hugo Nehmiz                                       | deutscher Pfarrer                                                                                               | 87    |       |
| 12. Oktober | Gertrud Spitta                                    | deutsche Malerin und Grafikerin                                                                                 | 86    |       |
| 12. Oktober | Maria Ulrich                                      | Schweizer Schriftstellerin                                                                                      | 72    |       |
| 12. Oktober | Josef Vassillière                                 | deutscher Architekt                                                                                             | 69    |       |
| 13. Oktober | Enrico Bombieri                                   | italienischer Diplomat                                                                                          | 79    |       |
| 13. Oktober | Wilhelm Heinrich Nagel                            | deutscher Maler                                                                                                 | 78    |       |
| 13. Oktober | Georges Sadoul                                    | französischer Journalist                                                                                        | 63    |       |
| 14. Oktober | Marcel Aymé                                       | französischer Erzähler und Dramatiker                                                                           | 65    |       |
| 14. Oktober | Hans Pietsch                                      | deutscher Mathematiker und Kryptologe                                                                           | 59    |       |
| 14. Oktober | Claire Sainte-Soline                              | französische Schriftstellerin                                                                                   | 70    |       |
| 14. Oktober | Heinrich Schneider                                | deutscher Hauptmann der Schutzpolizei, SS-Hauptsturmführer, stellvertretender Kommandeur der Ordnungspolizei... | 53    |       |
| 14. Oktober | Otto Wilhelm August Schreiber                     | deutscher Reeder                                                                                                | 83    |       |
| 15. Oktober | Walther Ansorge                                   | deutscher Jurist und Bundesfinanzrichter                                                                        | 81    |       |
| 15. Oktober | Eberhard von Cranach-Sichart                      | deutscher Kunsthistoriker                                                                                       | 81    |       |
| 15. Oktober | Emil Heim                                         | deutscher Jurist und Kommunalpolitiker                                                                          | 79    |       |
| 15. Oktober | Rudolf Hönigschmid                                | böhmisch-deutscher Kunsthistoriker, Landeskonservator, Hochschullehrer und Autor                                | 91    |       |
| 15. Oktober | Eduard Hütter                                     | österreichischer Architekt und Bühnenbildner                                                                    | 87    |       |
| 15. Oktober | Karl Lütge                                        | deutscher Lehrer und Kirchenmusiker                                                                             | 92    |       |
| 15. Oktober | Gigi Meroni                                       | italienischer Fußballspieler                                                                                    | 24    |       |
| 15. Oktober | Felice Rix-Ueno                                   | österreichische Malerin, Grafikerin und Textilkünstlerin                                                        | 74    |       |
| 15. Oktober | Karl Sartorius                                    | deutscher Lehrer und Ornithologe                                                                                | 92    |       |
| 15. Oktober | Ejnar Tønsager                                    | norwegischer Ruderer                                                                                            | 79    |       |
| 16. Oktober | Reginald Drax                                     | britischer Admiral                                                                                              | 87    |       |
| 16. Oktober | Friedrich Gogarten                                | lutherischer Pfarrer und Professor für Systematische Theologie                                                  | 80    |       |
| 16. Oktober | Erich Karweik                                     | deutscher Architekt                                                                                             | 74    |       |
| 16. Oktober | Carl Clarence Kiess                               | US-amerikanischer Astronom                                                                                      | 79    |       |
| 16. Oktober | Vera von Langen                                   | deutsche Schauspielerin                                                                                         | 57    |       |
| 16. Oktober | Pedro Maffia                                      | argentinischer Tango-Musiker und -Komponist                                                                     | 68    |       |
| 16. Oktober | Aimé Vassiaux                                     | französischer Autorennfahrer                                                                                    | 77    |       |
| 17. Oktober | Tilly Fleischmann                                 | deutschstämmige irische Pianistin, Organistin, Musikpädagogin und Autorin                                       | 85    |       |
| 17. Oktober | Franciszek Piesik                                 | polnischer Binnenschiffer, Todesopfer an der Berliner Mauer                                                     | 24    |       |
| 17. Oktober | Puyi                                              | letzter Kaiser von China                                                                                        | 61    |       |
| 18. Oktober | Bruno Dieckelmann                                 | deutscher Politiker (NSDAP), MdR und SA-Führer                                                                  | 69    |       |
| 18. Oktober | Joachim Eberhard von Gemmingen                    | deutscher Regierungsbaudirektor                                                                                 | 74    |       |
| 18. Oktober | Vitali Halberstadt                                | französischer Autor von Schachkompositionen                                                                     | 64    |       |
| 18. Oktober | Ludwig Kapeller                                   | österreichischer Rundfunkjournalist, Zeitschriftenchefredakteur und Schriftsteller in Berlin                    | 74    |       |
| 18. Oktober | Richard McCreery                                  | britischer General im Zweiten Weltkrieg                                                                         | 69    |       |
| 18. Oktober | Ernst Georg Nauck                                 | deutscher Tropenmediziner und Hochschullehrer                                                                   | 70    |       |
| 18. Oktober | Erich Reuleaux                                    | deutscher Bauingenieur und Verkehrswissenschaftler                                                              | 84    |       |
| 18. Oktober | Wilhelm Schöneboom                                | deutscher Politiker (KPD), MdL                                                                                  | 63    |       |
| 18. Oktober | Wilhelm Schwinn                                   | deutscher Politiker (NSDAP), MdR                                                                                | 70    |       |
| 18. Oktober | Johann Studnicka                                  | österreichischer Fußballspieler                                                                                 | 84    |       |
| 18. Oktober | Paul Weiss                                        | US-amerikanischer Geiger, Kapellenleiter, Dirigent und Komponist                                                | 69    |       |
| 19. Oktober | Billy Banks                                       | US-amerikanischer Jazz-Sänger                                                                                   |       |       |
| 19. Oktober | Henderson Chambers                                | US-amerikanischer Jazz-Posaunist                                                                                | 59    |       |
| 19. Oktober | Anneliese Everts                                  | deutsche Malerin und Grafikerin                                                                                 | 59    |       |
| 19. Oktober | Assen Jordanoff                                   | bulgarisch-US-amerikanischer Luftfahrtpionier                                                                   | 71    |       |
| 19. Oktober | Roger Masson                                      | Schweizer Militär, Oberstbrigadier und Chef des militärischen Nachrichtendienstes der Schweiz während des Zw... | 73    |       |
| 20. Oktober | Hugo Borst                                        | deutscher Kaufmann, privater Kunstsammler und Kunstmäzen                                                        | 86    |       |
| 20. Oktober | Jean-Henri Humbert                                | französischer Botaniker                                                                                         | 80    |       |
| 20. Oktober | Hans Leemann-Geymüller                            | Schweizer Chemiker und Verwaltungsrat Präsident der Sandoz AG                                                   | 84    |       |
| 20. Oktober | Bruno Potthast                                    | deutscher Jurist und Kommunalpolitiker (CDU)                                                                    | 80    |       |
| 20. Oktober | Roman Rosdolsky                                   | marxistischer Theoretiker und Historiker                                                                        | 69    |       |
| 20. Oktober | Yoshida Shigeru                                   | japanischer Premierminister                                                                                     | 89    |       |
| 21. Oktober | Ernst Bauer                                       | deutscher Maler und Graphiker                                                                                   | 46    |       |
| 21. Oktober | Ejnar Hertzsprung                                 | dänischer Astronom                                                                                              | 94    |       |
| 21. Oktober | Fritz ter Meer                                    | deutscher Chemiker                                                                                              | 83    |       |
| 21. Oktober | Fridtjof Mjøen                                    | norwegischer Schauspieler und Mediziner                                                                         | 70    |       |
| 21. Oktober | Bayes Norton                                      | US-amerikanischer Sprinter                                                                                      | 64    |       |
| 21. Oktober | Lajos Szabó                                       | ungarischer Philosoph und Kalligraf                                                                             | 65    |       |
| 22. Oktober | Ransom Knowling                                   | US-amerikanischer Blues- und Jazzmusiker                                                                        | 55    |       |
| 23. Oktober | Otto Adler                                        | österreichischer Forstingenieur, Zoologe und Ornithologe                                                        | 52    |       |
| 23. Oktober | John Beirne                                       | irischer Politiker                                                                                              | 74    |       |
| 23. Oktober | Gottlieb Heinrich Heer                            | Schweizer Schriftsteller und Journalist                                                                         | 64    |       |
| 23. Oktober | Jindřich Jindřich                                 | tschechischer Komponist, Pianist und Ethnograph                                                                 | 91    |       |
| 23. Oktober | Einar Karlsson                                    | schwedischer Fußballspieler                                                                                     | 58    |       |
| 23. Oktober | Alois Konrath                                     | Priester der Diözese Speyer, bayerischer Offizier im Ersten Weltkrieg, NS-Opfer                                 | 72    |       |
| 23. Oktober | Ignác Lamár                                       | Original in Bratislava                                                                                          | 70    |       |
| 23. Oktober | Edgar Ralphs                                      | deutscher Humorist                                                                                              | 67    |       |
| 23. Oktober | Alexandra Wassiljewna Schtschekotichina-Potozkaja | russisch-sowjetische Malerin, Illustratorin und Grafikerin                                                      | 75    |       |
| 24. Oktober | Heino Gaze                                        | deutscher Komponist und Textdichter                                                                             | 59    |       |
| 24. Oktober | René Génin                                        | französischer Film- und Theaterschauspieler                                                                     | 77    |       |
| 24. Oktober | Germaine Rumovi                                   | österreichische Schauspielerin                                                                                  | 64    |       |
| 25. Oktober | Rudolf Drawe                                      | deutscher Brennstofftechniker, Professor und Rektor der TH Berlin-Charlottenburg                                | 90    |       |
| 25. Oktober | Ernst Fresdorf                                    | deutscher Politiker der SPD                                                                                     | 78    |       |
| 25. Oktober | Heinrich Eduard Jacob                             | deutsch-US-amerikanischer Journalist und Schriftsteller                                                         | 78    |       |
| 25. Oktober | Guillermo Lovell                                  | argentinischer Boxer                                                                                            |       |       |
| 25. Oktober | Claire Monis                                      | französische Sängerin, Schauspielerin, Widerstandskämpferin und jüdische Holocaustüberlebende                   | 45    |       |
| 25. Oktober | Árpád Vajda                                       | ungarischer Schachspieler                                                                                       | 71    |       |
| 26. Oktober | Fita Benkhoff                                     | deutsche Bühnen- und Filmschauspielerin                                                                         | 65    |       |
| 26. Oktober | Maria Garland                                     | dänische Schauspielerin                                                                                         | 78    |       |
| 26. Oktober | Harold Huth                                       | britischer Schauspieler, Filmregisseur und Filmproduzent                                                        | 75    |       |
| 27. Oktober | Marta Brunet                                      | chilenische Schriftstellerin                                                                                    | 70    |       |
| 27. Oktober | Gebhard Frei                                      | Schweizer Psychologe                                                                                            | 62    |       |
| 27. Oktober | Kurt Schneider                                    | deutscher Psychiater                                                                                            | 80    |       |
| 27. Oktober | Theodor Steltzer                                  | deutscher Politiker (CDU), MdL                                                                                  | 81    |       |
| 27. Oktober | Tokieda Motoki                                    | japanischer Maler                                                                                               | 66    |       |
| 27. Oktober | Fanny Wibmer-Pedit                                | österreichische Schriftstellerin                                                                                | 77    |       |
| 28. Oktober | Ernst Fock                                        | deutscher Naturwissenschaftler, Pädagoge und Schulbuchautor                                                     | 84    |       |
| 28. Oktober | Bertram C. Granger                                | US-amerikanischer Künstler, Artdirector und Szenenbildner                                                       | 75    |       |
| 29. Oktober | Manfred Bräuhäuser                                | deutscher Geologe                                                                                               | 86    |       |
| 29. Oktober | Franz Bronstert                                   | deutscher Maler des Expressionismus                                                                             | 72    |       |
| 29. Oktober | Julien Duvivier                                   | französischer Autor und Regisseur                                                                               | 71    |       |
| 29. Oktober | Louis Henry                                       | französischer Automobilrennfahrer                                                                               | 70    |       |
| 29. Oktober | Roy Mikkelsen                                     | US-amerikanischer Skispringer                                                                                   | 60    |       |
| 30. Oktober | Hubert Biernat                                    | deutscher Politiker (SPD), MdL, Landesminister                                                                  | 60    |       |
| 30. Oktober | Hans Theodor David                                | deutsch-US-amerikanischer Musikwissenschaftler                                                                  | 65    |       |
| 30. Oktober | Joseph Patrick Hurley                             | US-amerikanischer Geistlicher, Bischof von Saint Augustine                                                      | 73    |       |
| 30. Oktober | Herbert Mytteis                                   | österreichischer Jazz- und Unterhaltungsmusiker                                                                 | 51    |       |
| 30. Oktober | Anatol von Roessel                                | staatenloser Pianist, Musikkritiker und Klavierpädagoge österreichisch-russischer Herkunft                      | 89    |       |
| 30. Oktober | Charles Trowbridge                                | US-amerikanischer Schauspieler                                                                                  | 85    |       |
| 30. Oktober | Karl Zylla                                        | deutscher SED-Funktionär                                                                                        | 40    |       |
| 31. Oktober | Ralph Vary Chamberlin                             | US-amerikanischer Zoologe                                                                                       | 88    |       |
| 31. Oktober | Theodor Filthaut                                  | deutscher katholischer Pastoraltheologie und Liturgiewissenschaftler                                            | 60    |       |
| 31. Oktober | Paul Gieseke                                      | deutscher Jurist, Hochschullehrer und Politiker (DVP), MdL                                                      | 79    |       |
| 31. Oktober | Ramadan Lolow                                     | bulgarischer Klarinettist und Sänger                                                                            | 62    |       |
| 31. Oktober | George Salter                                     | deutsch-US-amerikanischer Gewerbegrafiker und Bühnenbildner                                                     | 70    |       |
| 31. Oktober | Albert Wehrer                                     | luxemburgischer Jurist und Mitglied der Montanunion                                                             | 72    |       |

## November
| Tag          | Name                                    | Beruf, bekannt als                                                                             | Alter | Beleg |
| ------------ | --------------------------------------- | ---------------------------------------------------------------------------------------------- | ----- | ----- |
| 1. November  | Charles Findlay Davidson                | britischer Geologe                                                                             | 56    |       |
| 1. November  | Karl Ehmann                             | österreichischer Schauspieler                                                                  | 85    |       |
| 1. November  | Benita Hume                             | englische Schauspielerin                                                                       | 61    |       |
| 1. November  | Celestino Trezzini                      | Schweizer Lehrer, Lokalhistoriker, Forscher und Publizist                                      | 84    |       |
| 2. November  | Emil Baader                             | deutscher Lehrer und Heimatforscher                                                            | 76    |       |
| 2. November  | Waldemar Ilberg                         | deutscher Physiker                                                                             | 66    |       |
| 2. November  | Otto Kähler                             | deutscher Marineoffizier, zuletzt Konteradmiral im Zweiten Weltkrieg                           | 73    |       |
| 2. November  | Tsunetō Kyō                             | japanischer juristischer Geistlicher                                                           | 78    |       |
| 3. November  | Alexander Aitken                        | neuseeländischer Mathematiker                                                                  | 72    |       |
| 3. November  | Christian Beyer                         | deutscher Maler, Aquarellist und Architekt                                                     | 84    |       |
| 3. November  | Wilhelm Doegen                          | deutscher Sprachwissenschaftler                                                                | 90    |       |
| 3. November  | Hermann Fischer                         | deutscher Politiker (SED)                                                                      | 56    |       |
| 3. November  | Clare Hoffman                           | US-amerikanischer Politiker                                                                    | 92    |       |
| 3. November  | Hans Rama                               | deutscher Fotograf                                                                             | 60    |       |
| 4. November  | Johanna Böhm                            | Schweizer Schriftstellerin                                                                     | 69    |       |
| 4. November  | Henry Edmund Donnelly                   | US-amerikanischer Geistlicher, Weihbischof in Detroit                                          | 63    |       |
| 4. November  | Anton Gillmann                          | deutscher Landwirt und Politiker (CDU), MdL                                                    | 63    |       |
| 4. November  | Henri Guibert                           | französischer Automobilrennfahrer                                                              | 84    |       |
| 4. November  | Berthold Roithner                       | österreichischer Bauarbeiter und Politiker (SPÖ), Abgeordneter zum Nationalrat                 | 70    |       |
| 4. November  | Renata von Scheliha                     | deutsche Altphilologin                                                                         | 66    |       |
| 4. November  | June Thorburn                           | britische Schauspielerin in Film und Fernsehen                                                 | 36    |       |
| 4. November  | Wilhelm Vorwerk                         | deutscher Unternehmer                                                                          | 78    |       |
| 5. November  | Erling Johnson                          | norwegischer Chemiker                                                                          | 74    |       |
| 5. November  | Joseph Kesselring                       | US-amerikanischer Schriftsteller, Dramatiker, Schauspieler und Regisseur                       | 65    |       |
| 5. November  | Adolf Lohse                             | deutscher Ökonom und Industriemanager                                                          | 65    |       |
| 5. November  | Robert Nighthawk                        | US-amerikanischer Bluesmusiker                                                                 | 57    |       |
| 5. November  | Matti Pietikäinen                       | finnischer Skispringer                                                                         | 40    |       |
| 5. November  | Maximos IV. Sayegh                      | syrischer Geistlicher, Patriarch von Antiochien                                                | 89    |       |
| 5. November  | Georg Wolff                             | deutscher Bildungspolitiker (DDP, LDP)                                                         | 85    |       |
| 6. November  | Leopold Radlmair                        | österreichischer Politiker                                                                     | 68    |       |
| 6. November  | Kaneshige Tōyō                          | japanischer Kunsthandwerker und lebender Nationalschatz                                        | 71    |       |
| 6. November  | Matthias Wehr                           | römisch-katholischer Geistlicher und Bischof von Trier                                         | 75    |       |
| 7. November  | Johann Berg                             | deutscher Gartenarchitekt                                                                      | 65    |       |
| 7. November  | Auguste-Callixte-Jean Bonnabel          | französischer Geistlicher                                                                      | 80    |       |
| 7. November  | Peter Maria Busen                       | deutscher Politiker (CDU), MdL                                                                 | 63    |       |
| 7. November  | Wolfgang Finkelnburg                    | deutscher Physiker                                                                             | 62    |       |
| 7. November  | Robert Furch                            | deutscher Mathematiker                                                                         | 73    |       |
| 7. November  | John Nance Garner                       | US-amerikanischer Politiker der Demokratischen Partei                                          | 98    |       |
| 7. November  | Bertram Hartard senior                  | deutscher Politiker (CDU), MdL                                                                 | 66    |       |
| 7. November  | Sophie Hartmann                         | deutsche Schriftstellerin                                                                      | 66    |       |
| 7. November  | Otto Liebing                            | deutscher Ruderer                                                                              | 76    |       |
| 7. November  | Joan Lowell                             | US-amerikanische Schauspielerin und Autorin                                                    | 64    |       |
| 7. November  | Sammy Mandell                           | US-amerikanischer Boxer italienischer Abstammung im Leichtgewicht                              | 63    |       |
| 7. November  | J. Alden Mason                          | US-amerikanischer Archäologe, Anthropologe und Linguist                                        |       |       |
| 7. November  | Gérard Meister                          | französischer Schwimmer                                                                        | 78    |       |
| 7. November  | Ian Raby                                | britischer Rennfahrer                                                                          | 46    |       |
| 7. November  | August Reatz                            | deutscher Theologe, Philosoph, Kleriker und Hochschullehrer                                    | 78    |       |
| 7. November  | Robert Swartelé                         | belgischer Ruderer                                                                             | 67    |       |
| 8. November  | Thuro Balzer                            | deutscher Maler                                                                                | 85    |       |
| 8. November  | Johann Haselgruber                      | österreichischer Unternehmer                                                                   |       |       |
| 8. November  | Keg Johnson                             | US-amerikanischer Jazz-Posaunist                                                               | 58    |       |
| 8. November  | August Kirschmann                       | deutscher Politiker (SPD), MdL                                                                 | 71    |       |
| 8. November  | Friedrich Rahlves                       | deutscher Bauingenieur und Stadtrat                                                            | 80    |       |
| 9. November  | Tomás Alcaide                           | portugiesischer Opernsänger (Tenor)                                                            | 66    |       |
| 9. November  | Charles Bickford                        | US-amerikanischer Schauspieler                                                                 | 76    |       |
| 9. November  | Matthias Föcher                         | deutscher Gewerkschafter und Politiker (Zentrum, CDU), MdL                                     | 81    |       |
| 9. November  | Jack Foley                              | US-amerikanischer Geräuschemacher für Filme                                                    | 76    |       |
| 9. November  | Dick Howard                             | US-amerikanischer Hürdenläufer                                                                 | 32    |       |
| 9. November  | Götz Freiherr von Pölnitz               | deutscher Wirtschafts- und Sozialhistoriker und Archivar                                       | 60    |       |
| 9. November  | Franz Schnopfhagen                      | österreichischer Arzt und Komponist                                                            | 79    |       |
| 10. November | Ida Cox                                 | US-amerikanische Blues- und Jazzsängerin                                                       | 71    |       |
| 10. November | Ludwig Lewin                            | deutscher Psychologe, Hochschullehrer und Publizist                                            | 79    |       |
| 10. November | August Melchner                         | deutscher Politiker                                                                            | 68    |       |
| 10. November | Viktor Müller                           | deutscher Spielautomatenerfinder                                                               | 54    |       |
| 10. November | Gustav Trinks                           | deutscher Kaufmann und Fotograf                                                                | 96    |       |
| 11. November | Andreas Figl                            | österreichischer Offizier und Kryptologe                                                       | 94    |       |
| 11. November | Lester Randolph Ford senior             | US-amerikanischer Mathematiker                                                                 | 81    |       |
| 11. November | Paul Hansen                             | dänischer Opernsänger (Tenor/Bariton) und Schauspieler beim deutschen Stummfilm                | 81    |       |
| 11. November | Franz Kremer                            | erster Präsident des 1. FC Köln                                                                | 62    |       |
| 11. November | Arthur Raschke                          | deutscher Politiker (Zentrum, CDU), MdR, MdL                                                   | 84    |       |
| 11. November | Otto Rauth                              | deutscher Jurist, Publizist und Vorsitzender der Mazdaznan-Bewegung                            | 86    |       |
| 11. November | Paula von Rosthorn                      | österreichische Diplomatengattin und Aktivistin während des Boxeraufstandes (1900)             | 93    |       |
| 11. November | Lomelino Silva                          | portugiesischer Opernsänger                                                                    | 74    |       |
| 11. November | Franz Taeschner                         | deutscher Orientalist und Islamwissenschaftler                                                 | 79    |       |
| 11. November | Gustav Zinke                            | tschechoslowakischer Ruderer                                                                   | 76    |       |
| 12. November | Stanisław Adamski                       | katholischer Bischof, Mitglied des Sejm                                                        | 92    |       |
| 12. November | Kurt Barthel                            | deutscher Schriftsteller, Lyriker, Dramatiker, Dramaturg, Kulturpolitiker                      | 53    |       |
| 12. November | André Labarthe                          | französischer Journalist                                                                       | 65    |       |
| 12. November | Gerd Semmer                             | deutscher Lyriker, Feuilletonist und Übersetzer                                                | 47    |       |
| 12. November | Friedrich Stracke                       | römisch-katholischer Priester und Afrika-Missionar                                             | 78    |       |
| 13. November | Gaudencio Antonino                      | philippinischer Politiker, Wirtschaftsmanager und Unternehmer                                  | 58    |       |
| 13. November | Harriet Cohen                           | britische Pianistin                                                                            | 71    |       |
| 13. November | Diego Dublé Urrutia                     | chilenischer Dichter, Maler und Diplomat                                                       | 90    |       |
| 13. November | Barbara Freire-Marreco                  | britische Anthropologin                                                                        | 87    |       |
| 13. November | Rudolph Zaunick                         | deutscher Wissenschaftshistoriker                                                              | 74    |       |
| 14. November | Martin Kohlroser                        | deutscher SS-Führer                                                                            | 62    |       |
| 14. November | Christof Nickl                          | deutscher Landwirt und Politiker (CSU), MdB                                                    | 81    |       |
| 14. November | Erich Rabald                            | deutscher Verfahrenstechniker                                                                  | 68    |       |
| 14. November | Emil Walch                              | österreichischer Skirennläufer                                                                 | 64    |       |
| 15. November | Michael Adams                           | US-amerikanischer Testpilot und Astronaut                                                      | 37    |       |
| 15. November | Ernle Chatfield, 1. Baron Chatfield     | britischer Flottenadmiral, Erster Seelord und Minister                                         | 94    |       |
| 15. November | Hedwig Forstreuter                      | deutsche Journalistin und Schriftstellerin                                                     | 77    |       |
| 15. November | Hermann Heumann                         | deutscher Ingenieur und Pionier der Schienenfahrzeugtechnik                                    | 89    |       |
| 15. November | Alice Lake                              | US-amerikanische Schauspielerin                                                                | 72    |       |
| 15. November | Elmer McCollum                          | US-amerikanischer Biochemiker                                                                  | 88    |       |
| 15. November | Antônio dos Santos Cabral               | brasilianischer Geistlicher, Erzbischof von Belo Horizonte                                     | 83    |       |
| 15. November | Fritz Schubert                          | deutscher Kommunalpolitiker (SPD) und Landrat des Landkreises Hanau                            | 53    |       |
| 15. November | Christian Wittrock                      | deutscher Politiker (SPD), MdL                                                                 | 85    |       |
| 16. November | Jimmy Archey                            | US-amerikanischer Jazz-Posaunist und Bandleader                                                | 65    |       |
| 16. November | Phil Boyd                               | kanadischer Ruderer                                                                            | 91    |       |
| 16. November | Bernhard Kandula                        | deutscher Handballtrainer                                                                      | 38    |       |
| 16. November | Julien Kuypers                          | belgischer Literaturwissenschaftler und Politiker                                              | 75    |       |
| 16. November | August Levin                            | deutscher Politiker (KPD), Spanienkämpfer und Widerstandskämpfer gegen den Nationalsozialismus | 72    |       |
| 16. November | William Murphy                          | irischer Politiker (Fine Gael)                                                                 | 75    |       |
| 16. November | Arnold Rüdlinger                        | Schweizer Kunsthistoriker und Kurator                                                          | 48    |       |
| 17. November | Bo Bergman                              | schwedischer Schriftsteller und Literaturkritiker                                              | 98    |       |
| 17. November | Fred C. Koch                            | US-amerikanischer Chemiker und Unternehmer                                                     | 67    |       |
| 18. November | Friedrich Burgdörfer                    | deutscher Bevölkerungswissenschaftler                                                          | 77    |       |
| 18. November | Otto Busse                              | deutscher Landwirt und Landrat im Nationalsozialismus                                          | 71    |       |
| 18. November | Henri Nibelle                           | französischer Organist und Komponist                                                           | 84    |       |
| 19. November | Casimir Funk                            | polnisch-US-amerikanischer Biochemiker                                                         | 83    |       |
| 19. November | Gustav Richard Heyer                    | deutscher Psychotherapeut                                                                      | 77    |       |
| 19. November | Alexander Nawrocki                      | deutscher Politiker (CDU), Mitglied des Abgeordnetenhauses von Berlin                          | 58    |       |
| 19. November | João Guimarães Rosa                     | brasilianischer Autor und Romancier                                                            | 59    |       |
| 19. November | Maria Lluïsa Serra Belabre              | menorquinische Bibliothekarin, Historikerin und Archäologin                                    | 56    |       |
| 19. November | George Lawrence Stone                   | US-amerikanischer Schlagzeuger und Schlagzeuglehrer                                            |       |       |
| 19. November | Karl-Gustaf Vingqvist                   | schwedischer Turner                                                                            | 84    |       |
| 20. November | Hervé de Gruben                         | belgischer Diplomat                                                                            | 73    |       |
| 20. November | Wilhelm Otto Pitthan                    | deutscher Maler (Signatur „WOP“)                                                               | 71    |       |
| 20. November | Georg Puchowski                         | deutscher Theologe und Politiker (Zentrum), MdL                                                | 75    |       |
| 20. November | Wolfram von den Steinen                 | deutsch-schweizerischer Historiker                                                             | 74    |       |
| 21. November | Dietrich Bruckmann                      | deutscher Unternehmer                                                                          | 71    |       |
| 21. November | Rudolf Deyl junior                      | tschechoslowakischer Schauspieler                                                              | 55    |       |
| 21. November | Albert Götze                            | deutscher Politiker (SPD), MdBB                                                                | 80    |       |
| 21. November | Max Horndasch                           | deutscher Journalist und Schriftsteller                                                        | 87    |       |
| 21. November | Wladimir Wassiljewitsch Lebedew         | russischer Künstler                                                                            | 76    |       |
| 21. November | Bruno Leoni                             | italienischer Rechtsphilosoph                                                                  | 54    |       |
| 21. November | Sidney Saunders                         | US-amerikanischer Filmtechniker                                                                | 73    |       |
| 22. November | George Adomeit                          | US-amerikanischer Maler, Grafiker und Druckunternehmer                                         | 88    |       |
| 22. November | Mario De Renzi                          | italienischer Architekt                                                                        | 70    |       |
| 22. November | Alexander Borissowitsch Jeljaschewitsch | russischer Ökonom und Hochschullehrer                                                          | 79    |       |
| 22. November | Edvin Kallstenius                       | schwedischer Komponist                                                                         | 86    |       |
| 22. November | Pawel Dmitrijewitsch Korin              | russischer Maler                                                                               | 75    |       |
| 22. November | Vollrath von Maltzan                    | deutscher Jurist, Verwaltungsbeamter und Diplomat                                              | 67    |       |
| 23. November | Otto Erich Deutsch                      | österreichischer Musikwissenschaftler                                                          | 84    |       |
| 23. November | Adolf Drescher                          | deutscher Pianist                                                                              | 46    |       |
| 23. November | Günter Frede                            | deutscher Politiker (SPD), MdB                                                                 | 66    |       |
| 23. November | Albrecht Stalmann                       | deutscher Verwaltungsjurist                                                                    | 87    |       |
| 23. November | Zoltán Szügyi                           | ungarischer Militär, zuletzt Generalmajor im Zweiten Weltkrieg                                 | 71    |       |
| 23. November | Wladimir Lukianowitsch von Zabotin      | ukrainisch-deutscher Maler                                                                     | 83    |       |
| 24. November | Arnold Jan d’Ailly                      | niederländischer Politiker (PvdA), Bürgermeister von Amsterdam                                 | 65    |       |
| 24. November | Arthur Gerick                           | Landtagsabgeordneter                                                                           | 79    |       |
| 24. November | Fritz Hartung                           | deutscher Historiker                                                                           | 84    |       |
| 25. November | Bror Arontzon                           | schwedischer Fußballspieler                                                                    | 70    |       |
| 25. November | Michel Carlini                          | französischer gaullistischer Politiker und Anwalt                                              | 78    |       |
| 25. November | Erich Dunskus                           | deutscher Film- und Theaterschauspieler                                                        | 77    |       |
| 25. November | Heinz Hilpert                           | deutscher Schauspieler und Theaterregisseur                                                    | 77    |       |
| 25. November | Herbert Küssner                         | deutscher Jurist und Polizeibeamter                                                            | 68    |       |
| 25. November | Guglielmo Morisetti                     | italienischer Radrennfahrer                                                                    | 85    |       |
| 25. November | Hubert Schrade                          | deutscher Kunsthistoriker                                                                      | 67    |       |
| 25. November | Anton Tiller                            | österreichischer Schauspieler, Rezitator und Theaterleiter                                     | 86    |       |
| 25. November | Ossip Zadkine                           | französischer Maler und Bildhauer des Kubismus                                                 | 77    |       |
| 26. November | Albert Christiaan Willem Beerman        | niederländischer Politiker und Rechtsanwalt                                                    | 66    |       |
| 26. November | Fritz Brand                             | deutscher Offizier, zuletzt General der Artillerie im Zweiten Weltkrieg                        | 78    |       |
| 26. November | Rosel George Brown                      | US-amerikanische Science-Fiction-Autorin                                                       | 41    |       |
| 26. November | Fritz Eiche                             | deutscher Politiker (KPD)                                                                      | 65    |       |
| 26. November | Ernst Ganzer                            | technischer Autor und Modellbahnkonstrukteur                                                   | 63    |       |
| 26. November | Johannes Hanssen                        | norwegischer Komponist, Dirigent und Militärmusiker                                            | 92    |       |
| 26. November | Albert Warner                           | polnisch-US-amerikanischer Filmproduzent                                                       | 83    |       |
| 27. November | Jo Burke                                | deutscher Maler, Illustrator, und Kunsterzieher                                                | 78    |       |
| 27. November | Max Dreher                              | deutscher Orgelbauer                                                                           | 81    |       |
| 27. November | Walter Gross                            | US-amerikanischer Jazz- und Studiomusiker                                                      | 58    |       |
| 27. November | Felix Albrecht Harta                    | österreichischer Maler                                                                         | 83    |       |
| 27. November | Annemarie von Matt                      | Schweizer Malerin, Graphikerin und Schriftstellerin                                            | 62    |       |
| 27. November | Ettore Panizza                          | argentinischer Komponist und Dirigent                                                          | 92    |       |
| 27. November | Cameron Prud’Homme                      | US-amerikanischer Schauspieler                                                                 | 74    |       |
| 28. November | John Franklin Carter                    | US-amerikanischer Journalist und Schriftsteller                                                | 70    |       |
| 28. November | Ernst Hammans                           | deutscher Politiker und Oberbürgermeister                                                      | 69    |       |
| 28. November | Fritz Kirchner                          | deutscher Physiker                                                                             | 71    |       |
| 28. November | Willy Maertens                          | deutscher Schauspieler, Theaterregisseur, Theaterintendant und Schauspiellehrer                | 74    |       |
| 28. November | Léon M’ba                               | erster Präsident von Gabun                                                                     | 65    |       |
| 28. November | Bertil Wetzelsberger                    | österreichischer Dirigent und Intendant                                                        | 75    |       |
| 29. November | Cheng Tianfang                          | chinesischer Politiker und Diplomat                                                            | 68    |       |
| 29. November | Hanns Haberer                           | deutscher Politiker (CDU), MdL                                                                 | 77    |       |
| 29. November | Wladimir Konstantinowitsch Konowalow    | sowjetischer U-Boot-Kommandant im Zweiten Weltkrieg                                            | 55    |       |
| 29. November | Ferenc Münnich                          | ungarischer Politiker und Ministerpräsident (1958–1961)                                        | 81    |       |
| 30. November | Emory Sherwood Adams                    | US-amerikanischer Offizier der US Army                                                         | 86    |       |
| 30. November | C. W. Fernbach                          | österreichischer Schauspieler                                                                  | 52    |       |
| 30. November | Ludwig Gottschalk                       | deutscher Filmverleiher und Filmproduzent                                                      | 90    |       |
| 30. November | Hellmuth Greinert                       | deutscher Politiker (SPD), Oberstadtdirektor von Essen                                         | 61    |       |
| 30. November | Patrick Kavanagh                        | irischer Dichter und Schriftsteller                                                            | 63    |       |
| 30. November | Gottfried Kuhnt                         | deutscher Politiker (CDU), MdL                                                                 | 83    |       |
| 30. November | Albrecht Spengler                       | deutscher Jurist und Richter am Bundesgerichtshof                                              | 55    |       |
| 30. November | Heinz Tietjen                           | deutscher Regisseur, Dirigent und Intendant                                                    | 86    |       |
| 30. November | Josias zu Waldeck und Pyrmont           | deutscher Politiker (NSDAP), MdR, SS-Obergruppenführer und General der Waffen-SS               | 71    |       |
| 30. November | Alan T. Waterman                        | US-amerikanischer Physiker und erster Direktor der National Science Foundation                 | 75    |       |
| November     | August Fager                            | finnisch-US-amerikanischer Crossläufer                                                         | 75    |       |
| November     | Jack Edward Froehlich                   | US-amerikanischer Luft- und Raumfahrtingenieur                                                 | 46    |       |

## Dezember
| Tag          | Name                                      | Beruf, bekannt als                                                                                  | Alter | Beleg |
| ------------ | ----------------------------------------- | --------------------------------------------------------------------------------------------------- | ----- | ----- |
| 1. Dezember  | John Aitken                               | schottischer Fußballspieler                                                                         | 70    |       |
| 1. Dezember  | Arturo Araujo                             | salvadorianischer Präsident (1931)                                                                  |       |       |
| 1. Dezember  | Stanislaus Vincent Bona                   | US-amerikanischer Geistlicher, Bischof von Green Bay (Wisconsin)                                    | 79    |       |
| 1. Dezember  | Wilhelm Brandenstein                      | österreichischer Sprachwissenschaftler                                                              | 69    |       |
| 1. Dezember  | Amando Fontes                             | brasilianischer Schriftsteller und Politiker                                                        | 68    |       |
| 1. Dezember  | Serge Frechkop                            | belgischer Zoologe und Säugetierspezialist russischer Herkunft                                      | 73    |       |
| 1. Dezember  | Nikolai Iwanowitsch Platonow              | russischer Flötist, Komponist und Hochschullehrer                                                   | 73    |       |
| 1. Dezember  | Kurt Rißling                              | deutscher Landwirt und Politiker (CDU), MdL                                                         | 78    |       |
| 1. Dezember  | Curt Swolinzky                            | deutscher Politiker (SPD)                                                                           | 79    |       |
| 2. Dezember  | Johannes Andersen                         | norwegischer Langstreckenläufer                                                                     | 79    |       |
| 2. Dezember  | Phyllis Johnson                           | britische Eiskunstläuferin                                                                          | 80    |       |
| 2. Dezember  | Hans Georg Kmoch                          | deutscher Acker- und Pflanzenbauwissenschaftler                                                     | 47    |       |
| 2. Dezember  | Kurt Koloc                                | deutscher Ökonom, Rektor der TH Dresden, MdV                                                        | 63    |       |
| 2. Dezember  | Karl Kysela                               | österreichischer Schriftsetzer und Politiker (SPÖ), Abgeordneter zum Nationalrat                    | 66    |       |
| 2. Dezember  | Max Neufeld                               | österreichischer Schauspieler und Filmregisseur                                                     | 80    |       |
| 2. Dezember  | Francis Spellman                          | US-amerikanischer Kardinal und Erzbischof des Erzbistums New York                                   | 78    |       |
| 2. Dezember  | Kurt Steingraf                            | deutscher Schauspieler                                                                              | 62    |       |
| 2. Dezember  | Waldemar Wappenhans                       | deutscher Generalleutnant der Polizei sowie SS- und Polizeiführer, MdL                              | 74    |       |
| 3. Dezember  | Peter Bocage                              | US-amerikanischer Jazz-Kornettist des frühen New Orleans Jazz                                       | 80    |       |
| 3. Dezember  | Denise Darvall                            | südafrikanische Herzspenderin                                                                       | 25    |       |
| 3. Dezember  | František Fabiánek                        | tschechischer Bildhauer                                                                             | 83    |       |
| 3. Dezember  | Hermann Frenzel                           | deutscher HNO-Arzt                                                                                  | 72    |       |
| 03. Dezember | Hendrik Kersken                           | niederländischer Segler                                                                             | 87    |       |
| 3. Dezember  | Annette Kolb                              | deutsche Schriftstellerin                                                                           | 97    |       |
| 3. Dezember  | Boris Lifschitz                           | Schweizer Rechtsanwalt                                                                              | 88    |       |
| 3. Dezember  | Franz Mittelbach                          | deutscher Verleger                                                                                  | 85    |       |
| 4. Dezember  | Gustav Brockhoff                          | deutscher Jurist                                                                                    | 72    |       |
| 4. Dezember  | Lewis Einstein                            | US-amerikanischer Diplomat                                                                          | 90    |       |
| 4. Dezember  | Wilhelm Gladbach                          | deutscher Kommunalpolitiker und ehrenamtlicher Landrat (CDU)                                        | 59    |       |
| 4. Dezember  | Hans Großauer                             | österreichischer Politiker (CSP, VF, ÖVP), Landtagsabgeordneter, Mitglied des Bundesrates           | 74    |       |
| 4. Dezember  | Pierre Jeanneret                          | Schweizer Architekt                                                                                 | 71    |       |
| 4. Dezember  | Daniel Jones                              | britischer Phonetiker                                                                               | 86    |       |
| 4. Dezember  | Stefan von Kéler                          | polnisch-deutscher Entomologe                                                                       | 70    |       |
| 4. Dezember  | Bert Lahr                                 | US-amerikanischer Schauspieler                                                                      | 72    |       |
| 4. Dezember  | Oswald Rothaug                            | deutscher Jurist                                                                                    | 70    |       |
| 4. Dezember  | Edgar Schumacher                          | Schweizer Offizier, Militärpädagoge und Schriftsteller                                              | 70    |       |
| 4. Dezember  | Hans Speckter                             | deutscher Architekt und Ingenieur                                                                   | 66    |       |
| 5. Dezember  | Franz Derichs                             | deutscher Jesuit und Paläontologe                                                                   | 82    |       |
| 5. Dezember  | Dave Elman                                | US-amerikanischer Hypnotiseur und Autor                                                             | 67    |       |
| 5. Dezember  | Marie Hautmann                            | österreichische Politikerin (SPÖ), Abgeordnete zum Nationalrat                                      | 79    |       |
| 5. Dezember  | Radolf von Kardorff                       | deutscher Diplomat                                                                                  | 86    |       |
| 5. Dezember  | Ernest J. Salter                          | deutscher Journalist und politischer Publizist                                                      | 62    |       |
| 6. Dezember  | Lillian Evanti                            | US-amerikanische Opernsängerin im Stimmfach Sopran                                                  | 77    |       |
| 6. Dezember  | Óscar Diego Gestido                       | uruguayischer Politiker und Präsident                                                               | 66    |       |
| 6. Dezember  | Paran G’schrey                            | deutscher Maler und Grafiker                                                                        | 40    |       |
| 6. Dezember  | Samuel Hoffman                            | US-amerikanischer Musiker und Mediziner                                                             | 64    |       |
| 6. Dezember  | Philipp Holl                              | Gewerkschaftssekretär und Bürgermeister von Wiesbaden                                               | 88    |       |
| 6. Dezember  | Paul Holthoff                             | deutscher Politiker (NSDAP), MdR                                                                    | 70    |       |
| 6. Dezember  | George E. Kimball                         | US-amerikanischer theoretischer Chemiker und Pionier der Operations Research                        | 61    |       |
| 6. Dezember  | Dmitri Timofejewitsch Koslow              | sowjetischer Militärkommandeur                                                                      | 71    |       |
| 6. Dezember  | Friedrich Lüddecke                        | deutscher Autor und Redakteur                                                                       | 62    |       |
| 6. Dezember  | Giuseppe Lugli                            | italienischer Klassischer Archäologe und Topograph                                                  | 77    |       |
| 6. Dezember  | Giovanni Mangiante                        | italienischer Turner                                                                                | 74    |       |
| 6. Dezember  | Arturo Ossorio Arana                      | argentinischer Militär                                                                              | 65    |       |
| 6. Dezember  | Brigitte von Rechenberg                   | deutsche Schriftstellerin                                                                           | 77    |       |
| 6. Dezember  | Adolf Rosenberger                         | deutscher Autorennfahrer und Kaufmann                                                               | 67    |       |
| 6. Dezember  | Béla Schick                               | ungarischer Kinderarzt                                                                              | 90    |       |
| 6. Dezember  | Maximilian Siry                           | deutscher Generalleutnant im Zweiten Weltkrieg                                                      | 76    |       |
| 6. Dezember  | Arie van der Velden                       | niederländischer Segler                                                                             | 85    |       |
| 7. Dezember  | Alfred Johnson Brooks                     | kanadischer Politiker                                                                               | 77    |       |
| 7. Dezember  | Floyd Casey                               | US-amerikanischer Jazzmusiker                                                                       | ≈67   |       |
| 7. Dezember  | Wilhelm Doskar                            | österreichischer Politiker (ÖVP) und Bankdirektor                                                   | 82    |       |
| 7. Dezember  | Everett Douglas                           | US-amerikanischer Filmeditor                                                                        | 65    |       |
| 7. Dezember  | Carl Hinrichs                             | deutscher Schauspieler                                                                              | 60    |       |
| 7. Dezember  | Daniel Johansen                           | norwegischer Speerwerfer                                                                            | 82    |       |
| 7. Dezember  | Friedhelm Missmahl                        | deutscher Politiker (SPD), MdB                                                                      | 63    |       |
| 7. Dezember  | Karl Passarge                             | deutscher Politiker und Verwaltungsfachmann                                                         | 74    |       |
| 7. Dezember  | House Peters senior                       | britisch-US-amerikanischer Schauspieler                                                             | 87    |       |
| 7. November  | Georg Reibold                             | Polizeipräsident in Darmstadt                                                                       | 74    |       |
| 8. Dezember  | Louis Bacon                               | US-amerikanischer Jazz-Trompeter und Sänger des Swing                                               | 63    |       |
| 8. Dezember  | Dietrich Capler von Oedheim genannt Bautz | württembergischer Major                                                                             | 91    |       |
| 8. Dezember  | Paul Castanet                             | französischer Langstreckenläufer                                                                    | 87    |       |
| 8. Dezember  | Heinrich Dörfelt                          | deutscher Holzschnitzer                                                                             | 68    |       |
| 8. Dezember  | Max Jacob                                 | deutscher Puppenspieler                                                                             | 79    |       |
| 8. Dezember  | Alfons Magg                               | Schweizer Bildhauer                                                                                 | 76    |       |
| 8. Dezember  | Robert Henry Lawrence Jr.                 | US-amerikanischer Pilot                                                                             | 32    |       |
| 8. Dezember  | María Rodrigo                             | spanische Komponistin, Pianistin und Dozentin                                                       | 79    |       |
| 9. Dezember  | Samuel N. Alexander                       | US-amerikanischer Informatiker                                                                      | 57    |       |
| 9. Dezember  | Hermann Huber                             | Schweizer Maler                                                                                     | 79    |       |
| 9. Dezember  | Francisco Octavio Navarro Carranza        | mexikanischer Botschafter                                                                           | 65    |       |
| 9. Dezember  | Alfons A. Nehring                         | deutscher Sprachwissenschaftler                                                                     | 77    |       |
| 9. Dezember  | Bertha Schulze                            | deutsche Politikerin (KPD), MdL                                                                     | 78    |       |
| 9. Dezember  | Fritz Otto Ulm                            | deutscher Verleger                                                                                  | 67    |       |
| 9. Dezember  | Warwick Ward                              | britischer Schauspieler und Filmproduzent                                                           | 76    |       |
| 10. Dezember | Rudolf Hussong                            | deutscher Politiker (SPD/SPS), MdL, MdB                                                             | 64    |       |
| 10. Dezember | Brasílio Itiberê da Cunha Luz             | brasilianischer Komponist                                                                           | 71    |       |
| 10. Dezember | Heinrich Kreil                            | deutscher Gewerkschafter und Politiker (Zentrum, CDU), MdL, MdA, Senator                            | 82    |       |
| 10. Dezember | Otis Redding                              | US-amerikanischer Musiker, Soul-Sänger der 1960er-Jahre                                             | 26    |       |
| 11. Dezember | Adolphe Abrahams                          | britischer Arzt und Sportwissenschaftler                                                            | 84    |       |
| 11. Dezember | Henry Bryant Bigelow                      | US-amerikanischer Zoologe                                                                           | 88    |       |
| 11. Dezember | Victor de Sabata                          | italienischer Dirigent und Komponist                                                                | 75    |       |
| 11. Dezember | Howard Freeman                            | US-amerikanischer Schauspieler                                                                      |       |       |
| 11. Dezember | Johannes Theodor Horn                     | deutscher evangelischer Theologe                                                                    | 85    |       |
| 11. Dezember | Sydir Kowpak                              | ukrainisch-sowjetischer Partisan, Generalmajor und Politiker                                        | 80    |       |
| 11. Dezember | Richard Stöhr                             | österreichisch-US-amerikanischer Musiktheoretiker und Komponist                                     | 93    |       |
| 12. Dezember | Dionís Bennàssar                          | mallorquinischer Kunstmaler                                                                         | 63    |       |
| 12. Dezember | Luigi Burlando                            | italienischer Fußball- und Wasserballspieler                                                        | 68    |       |
| 12. Dezember | Johannes von den Driesch                  | deutscher Gymnasiallehrer, Ministerialbeamter und Hochschullehrer                                   | 87    |       |
| 12. Dezember | Rudolf Heckl                              | österreichischer Architekt, Volkskundler und Hochschullehrer                                        | 67    |       |
| 12. Dezember | Walter Lehmann                            | deutscher Filmproduktionsleiter und Herstellungsleiter                                              | 77    |       |
| 12. Dezember | Hans Merten                               | deutscher Politiker (SPD), MdB, MdEP                                                                | 59    |       |
| 12. Dezember | Josef Alois Müller                        | Schweizer Politiker (CVP)                                                                           | 96    |       |
| 13. Dezember | Walerija Barsowa                          | russische bzw. sowjetische Sopranistin, Opernsängerin und Hochschullehrerin                         | 75    |       |
| 13. Dezember | Fritzi Berger                             | österreichische Gebrauchsgrafikin und Modedesignerin                                                | 73    |       |
| 13. Dezember | Georg Dix                                 | deutscher KPD-Funktionär und Widerstandskämpfer gegen den Nationalsozialismus                       | 70    |       |
| 13. Dezember | Arved von Schultz                         | deutscher Geograph                                                                                  | 84    |       |
| 13. Dezember | Juho Tuomikoski                           | finnischer Marathonläufer                                                                           | 78    |       |
| 13. Dezember | Ernst Vierkötter                          | deutscher Langstreckenschwimmer, zeitweise Rekordhalter am Ärmelkanal                               | 66    |       |
| 13. Dezember | Hanni Weisse                              | deutsche Schauspielerin                                                                             | 75    |       |
| 14. Dezember | Silvano Barba González                    | mexikanischer Politiker                                                                             | 72    |       |
| 14. Dezember | Matthias Duscher                          | österreichischer Bauer und Politiker (CSP, ÖVP), Landtagsabgeordneter, Abgeordneter zum Nationalrat | 76    |       |
| 14. Dezember | Milton W. Glenn                           | US-amerikanischer Politiker                                                                         | 64    |       |
| 15. Dezember | Paul Bös                                  | österreichischer Schauspieler und Kabarettist                                                       | 47    |       |
| 15. Dezember | Otto Hill                                 | deutscher Politiker (NSDAP), MdR                                                                    | 73    |       |
| 15. Dezember | Karl Polheim                              | österreichischer Germanist                                                                          | 84    |       |
| 15. Dezember | Friedrich Wessely                         | österreichischer Chemiker                                                                           | 70    |       |
| 16. Dezember | Nathan Broder                             | US-amerikanischer Musikwissenschaftler                                                              | 62    |       |
| 16. Dezember | Eugène Pollet                             | französischer Turner                                                                                | 81    |       |
| 16. Dezember | Antonio Riberi                            | italienischer Geistlicher, Diplomat und Kardinal der römisch-katholischen Kirche                    | 70    |       |
| 17. Dezember | Paul Knepler                              | österreichischer Librettist, Komponist und Verlagsbuchhändler                                       | 88    |       |
| 17. Dezember | Robert Pilot                              | kanadischer Maler, Radierer und Wandmaler                                                           | 69    |       |
| 17. Dezember | Natan Valmin                              | schwedischer Klassischer Archäologe                                                                 | 69    |       |
| 18. Dezember | Alfred Druckenmüller                      | deutscher Verleger                                                                                  | 85    |       |
| 18. Dezember | James Everett                             | irischer Politiker (Irish Labour Party und National Labour Party)                                   | 73    |       |
| 18. Dezember | Hermann Haering                           | deutscher Historiker, Bibliothekar und Archivar                                                     | 81    |       |
| 18. Dezember | Theodor Jöst                              | deutscher Unternehmer und Politiker (Zentrum), MdL                                                  | 58    |       |
| 18. Dezember | Franz Lind                                | deutscher Bildhauer und Maler                                                                       | 67    |       |
| 18. Dezember | Wilhelm Mensing-Braun                     | österreichischer evangelisch-lutherischer Theologe                                                  | 68    |       |
| 18. Dezember | Aldo von Pinelli                          | italienischer Schriftsteller und Drehbuchautor                                                      | 55    |       |
| 18. Dezember | Max Scheidereit                           | Gewerkschafter und Politiker (KPD), MdL                                                             | 68    |       |
| 18. Dezember | Jakob Sinn                                | deutscher Theater- und Filmschauspieler                                                             | 72    |       |
| 18. Dezember | Peter Tollmann                            | deutscher Politiker (Zentrum, CDU), MdL                                                             | 67    |       |
| 19. Dezember | Jack Bilbo                                | deutscher Schriftsteller, Maler, Kapitän und (Lebens-)Künstler                                      | 60    |       |
| 19. Dezember | Karl Dees                                 | deutscher Redakteur und Mitglied des badischen Landtags                                             | 84    |       |
| 19. Dezember | Leopold Esterle                           | österreichischer Schauspieler bei Bühne und Film                                                    | 69    |       |
| 19. Dezember | Hans Jacoby                               | deutscher Filmarchitekt und Filmstudiomanager                                                       | 69    |       |
| 19. Dezember | Richard Stern                             | deutscher Unternehmer und Emigrant                                                                  | 68    |       |
| 20. Dezember | Benno Adolph                              | deutscher SS-Mediziner und KZ-Arzt                                                                  | 55    |       |
| 20. Dezember | Maurice van den Bemden                    | belgischer Tennis- und Hockeyspieler                                                                | 76    |       |
| 20. Dezember | Arturo Capdevila                          | argentinischer Dozent, Jurist und Schriftsteller                                                    | 78    |       |
| 20. Dezember | Francis Chan                              | singapurischer Geistlicher und römisch-katholischer Bischof von Penang                              | 54    |       |
| 20. Dezember | James C. Inzer                            | US-amerikanischer Politiker                                                                         | 80    |       |
| 20. Dezember | Walter Keller                             | deutscher Pädiater und Hochschullehrer                                                              | 73    |       |
| 20. Dezember | Emile Mawet                               | belgischer Komponist und Cellist                                                                    | 83    |       |
| 20. Dezember | Fini Pfannes                              | deutsche Unternehmerin und Hausfrau                                                                 | 73    |       |
| 21. Dezember | Stuart Erwin                              | US-amerikanischer Schauspieler                                                                      | 64    |       |
| 21. Dezember | David McLean                              | schottischer Fußballspieler                                                                         | 77    |       |
| 21. Dezember | William Palmer                            | britischer Geher                                                                                    | 85    |       |
| 21. Dezember | Arthur Purdy Stout                        | US-amerikanischer Chirurg und Pathologe                                                             | 82    |       |
| 21. Dezember | Louis Washkansky                          | polnischer Herzpatient                                                                              |       |       |
| 21. Dezember | Walter Weiß                               | deutscher Generaloberst im Zweiten Weltkrieg                                                        | 77    |       |
| 22. Dezember | Josef Berg                                | deutscher Buchhändler, Verleger und Kulturfunktionär                                                | 64    |       |
| 22. Dezember | Georg Hipp                                | deutscher Unternehmer                                                                               | 62    |       |
| 22. Dezember | Emil Rasmus Jensen                        | deutscher Bildhauer                                                                                 | 79    |       |
| 22. Dezember | Nikolaus Maaßen                           | deutscher Mittelschulleiter und Lehrerverbandsfunktionär                                            | 79    |       |
| 22. Dezember | Emil Maurer                               | österreichischer Anwalt und Politiker                                                               | 83    |       |
| 22. Dezember | Bee Palmer                                | US-amerikanische Vaudeville-Sängerin und Tänzerin                                                   | 73    |       |
| 22. Dezember | Hans-Karl Riedel                          | deutscher Fabrikant und Kommunalpolitiker                                                           | 74    |       |
| 22. Dezember | Hermann Sumpf                             | deutscher Politiker, Landtagsabgeordneter im Volksstaat Hessen                                      | 85    |       |
| 23. Dezember | Hartwig Naphtali Carlebach                | deutsch-US-amerikanischer Rabbiner                                                                  | 78    |       |
| 23. Dezember | Richard Flury                             | Schweizer Dirigent und Komponist                                                                    | 71    |       |
| 23. Dezember | Arthur Kusterer                           | deutscher Komponist und Dirigent                                                                    | 69    |       |
| 23. Dezember | Marie Noël                                | französische Dichterin und Schriftstellerin                                                         | 84    |       |
| 23. Dezember | Alfredo Pacini                            | italienischer Geistlicher, Kardinal der römisch-katholischen Kirche                                 | 79    |       |
| 23. Dezember | Angela Piskernik                          | österreichisch-jugoslawische Botanikerin und Naturschützerin                                        | 81    |       |
| 23. Dezember | Richard Reinhardt                         | deutscher Veterinärmediziner                                                                        | 93    |       |
| 23. Dezember | Kaaren Verne                              | deutsch-US-amerikanische Schauspielerin                                                             | 49    |       |
| 23. Dezember | Hans Georg Wackernagel                    | Schweizer Historiker und Volkskundler                                                               | 72    |       |
| 24. Dezember | Emmy Beckmann                             | deutsche Pädagogin und Politikerin (DDP, FDP)                                                       | 87    |       |
| 24. Dezember | René Dumesnil                             | französischer Arzt, Literaturkritiker und Musikwissenschaftler                                      | 88    |       |
| 24. Dezember | Helene Glaue                              | deutsche Pädagogin und Politikerin (DDP), MdL                                                       | 91    |       |
| 24. Dezember | Isaak Emil Lichtigfeld                    | Rabbiner                                                                                            | 73    |       |
| 24. Dezember | Karl Ristenpart                           | deutscher Dirigent                                                                                  | 67    |       |
| 25. Dezember | Heribert Jone                             | katholischer Moraltheologe und Kirchenrechtler                                                      | 82    |       |
| 25. Dezember | Hermann Löscher                           | deutscher Jurist und Historiker                                                                     | 79    |       |
| 25. Dezember | Leonard Martin                            | britischer Segler                                                                                   | 66    |       |
| 25. Dezember | Artur Scheerer                            | deutscher Politiker (SPD), MdL Rheinland-Pfalz                                                      | 66    |       |
| 25. Dezember | Harry Steenbock                           | US-amerikanischer Biochemiker                                                                       | 81    |       |
| 26. Dezember | Georg Curt Bauch                          | deutscher Bildnismaler und Bildhauer                                                                | 80    |       |
| 26. Dezember | Michael William Hyle                      | US-amerikanischer Geistlicher, Bischof von Wilmington                                               | 66    |       |
| 26. Dezember | Eduard Ludwig                             | österreichischer Politiker und Diplomat, Abgeordneter zum Nationalrat                               | 84    |       |
| 27. Dezember | Henri Delcellier                          | französisch-kanadischer Klarinettist, Geiger, Chorleiter und Dirigent                               | 95    |       |
| 27. Dezember | Martin Flavin                             | US-amerikanischer Dramatiker und Schriftsteller                                                     | 84    |       |
| 27. Dezember | Percy Hodge                               | britischer Leichtathlet                                                                             | 77    |       |
| 27. Dezember | Kurt Lambert                              | deutscher Maler                                                                                     | 59    |       |
| 27. Dezember | Josef Madlener                            | deutscher Dichter und Maler                                                                         | 86    |       |
| 27. Dezember | Joseph A. McArdle                         | US-amerikanischer Politiker                                                                         | 64    |       |
| 27. Dezember | Friedrich Pfister                         | deutscher Klassischer Philologe                                                                     | 84    |       |
| 27. Dezember | Julius Schaub                             | deutscher Politiker (NSDAP), MdR, Adolf Hitlers langjähriger persönlicher Chefadjutant              | 69    |       |
| 27. Dezember | Hans Seidemann                            | deutscher Offizier, General der Flieger                                                             | 65    |       |
| 27. Dezember | Ferran Sunyer i Balaguer                  | spanischer Mathematiker                                                                             |       |       |
| 27. Dezember | Else Taterka                              | deutsche Malerin, Grafikdesignerin, Plakatkünstlerin, Dozentin an der Schule Reimann                | 81    |       |
| 27. Dezember | William Yates                             | britischer Geher                                                                                    | 87    |       |
| 28. Dezember | Liesel Eckhardt                           | deutsche Schauspielerin und Hörspielsprecherin                                                      | 87    |       |
| 28. Dezember | Katharine McCormick                       | US-amerikanische Frauenrechtlerin und Mäzenin                                                       | 92    |       |
| 28. Dezember | Mária Németh                              | österreichisch-ungarische Opernsängerin (Sopran)                                                    | 70    |       |
| 28. Dezember | Harald Sawade                             | deutscher Schauspieler                                                                              | 54    |       |
| 28. Dezember | Karl Schmalzbauer                         | österreichischer Politiker (ÖVP), Landtagsabgeordneter                                              | 72    |       |
| 29. Dezember | Otto Bestereimer                          | österreichischer Maler und Künstler                                                                 | 67    |       |
| 29. Dezember | Emma Gertrud Eckermann                    | deutsche Malerin, Grafikerin und Kunstlehrerin                                                      | 88    |       |
| 29. Dezember | Fritz Eichholtz                           | deutscher Pharmakologe                                                                              | 78    |       |
| 29. Dezember | Maurice Garçon                            | französischer Schriftsteller, Anwalt, Historiker und Mitglied der Académie française                | 78    |       |
| 29. Dezember | Aage Høy-Petersen                         | dänischer Segler                                                                                    | 69    |       |
| 29. Dezember | Karel Meijer                              | niederländischer Wasserballspieler                                                                  | 83    |       |
| 29. Dezember | Paul Whiteman                             | US-amerikanischer Orchesterchef und Bandleader                                                      | 77    |       |
| 30. Dezember | Bert Berns                                | US-amerikanischer R&B-Produzent                                                                     | 38    |       |
| 30. Dezember | Julian Buzmanjuk                          | ukrainischer und kanadischer Künstler                                                               | 82    |       |
| 30. Dezember | Charlie Conacher                          | kanadischer Eishockeyspieler                                                                        | 58    |       |
| 30. Dezember | Paul Gibbert                              | deutscher Politiker (Zentrum, CDU), MdR, MdL, MdB                                                   | 69    |       |
| 30. Dezember | Butler B. Hare                            | US-amerikanischer Politiker                                                                         | 92    |       |
| 30. Dezember | Josef Kappius                             | deutscher Politiker (SPD), MdL, Widerstandskämpfer gegen den Nationalsozialismus                    | 60    |       |
| 30. Dezember | Alfred Kretschmer                         | deutscher Generalleutnant im Zweiten Weltkrieg und Militärattaché in Tokio                          | 73    |       |
| 30. Dezember | Georges-Auguste Louis                     | französischer römisch-katholischer Geistlicher und Bischof                                          | 85    |       |
| 30. Dezember | Vincent Massey                            | kanadischer Diplomat und Politiker                                                                  | 80    |       |
| 30. Dezember | Anton Scheiblin                           | österreichischer Lehrer und Politiker (SPÖ), Abgeordneter zum Nationalrat                           | 73    |       |
| 30. Dezember | Eduard Stiefel                            | Schweizer Maler und Grafiker                                                                        | 92    |       |
| 31. Dezember | Harry P. Beam                             | US-amerikanischer Politiker                                                                         | 75    |       |
| 31. Dezember | August Becker                             | deutscher SS-Obersturmführer und Chemiker im Reichssicherheitshauptamt                              | 67    |       |
| 31. Dezember | Paulette Brupbacher                       | Schweizer Ärztin und Sexualreformerin                                                               | 87    |       |
| 31. Dezember | Waddill Catchings                         | US-amerikanischer Wirtschaftswissenschaftler                                                        | 88    |       |
| 31. Dezember | Frank L. Culin                            | US-amerikanischer Offizier, Generalmajor der US-Army                                                | 75    |       |
| 31. Dezember | Dore Hoyer                                | deutsche Tänzerin und Choreografin                                                                  | 56    |       |
| 31. Dezember | Konrad Königswieser                       | österreichischer Bankmanager                                                                        | 64    |       |
| 31. Dezember | Grace Medes                               | US-amerikanische Biochemikerin                                                                      | 81    |       |
| Dezember     | Heinrich Pröve                            | deutscher Pädagoge, Hochschullehrer und Schulrat                                                    | 75    |       |
| Dezember     | Mac Raboy                                 | US-amerikanischer Comiczeichner                                                                     | 53    |       |
| Dezember     | Käthe Wolf                                | österreichisch-US-amerikanische Kinderpsychologin                                                   | 60    |       |